# Blokvogn
 Denne artikel omhandler overvejende eller alene danske forhold. Hjælp gerne med at gøre artiklen mere almen.
En blokvogn er en bil, anhænger, eller et selvkørende køretøj, hvis vægt, akseltryk, størrelse eller øvrige konstruktion udelukker køretøjet fra registrering som bil, sættevogn- eller påhængsvogn, og som er beregnet til transport af særlig tungt eller omfangsrigt gods.
Alt afhængig af hvad der overskrides og hvor meget, kan den højest tilladte hastighed sættes til 30, 45, 60 eller 80 km/t.
De fleste blokvogne er vindmølle-transporter eller mobilkraner og deres eventuelle følgelastbiler.[kilde mangler] Desuden ses en del vogne med varierende kørsel med entreprenørmateriel samt specielle betonpumper, der ikke kan registreres som almindelige lastbiler.
Visse blokvogne er specialgodkendte trailere, der i det daglige kører som alle andre trailere, med almindelig gul nummerplade, men som, hvis opgaven kræver det, skifter til de særlige blokvogns-nummerplader og det regelsæt der hører til disse.
De specielle blokvognsplader er lette at genkende, da de i øverste linje har teksten BLOKVOGN og herunder tre sæt af to tal, hvor det første sæt angiver hvilken politikreds der har udstedt nummerpladen, mens de to sidste sæt angiver et løbenummer i intervallet mellem 08 00 og 19 99.[kilde mangler]
Nogle blokvogne er opbygget så de kan sættes sammen som byggeklodser, typisk i længden, hvis der er brug for flere aksler til at bære læsset, og enkelte kan sættes sammen ved siden af hinanden og kan herved danne en stor platform til at bære ekstremt brede eller lange enheder. Ved sammenkobling af enheder kan lasteevnen komme op over 1000 tons, hvor almindelige vogntog ikke må veje mere end 56 tons for køretøj og læs tilsammen.[kilde mangler]